# Энергетический треугольник
Энергетический треугольник — альянс Греции, Кипра и Израиля в связи с добычей природного газа на шельфовых месторождениях Средиземного моря.

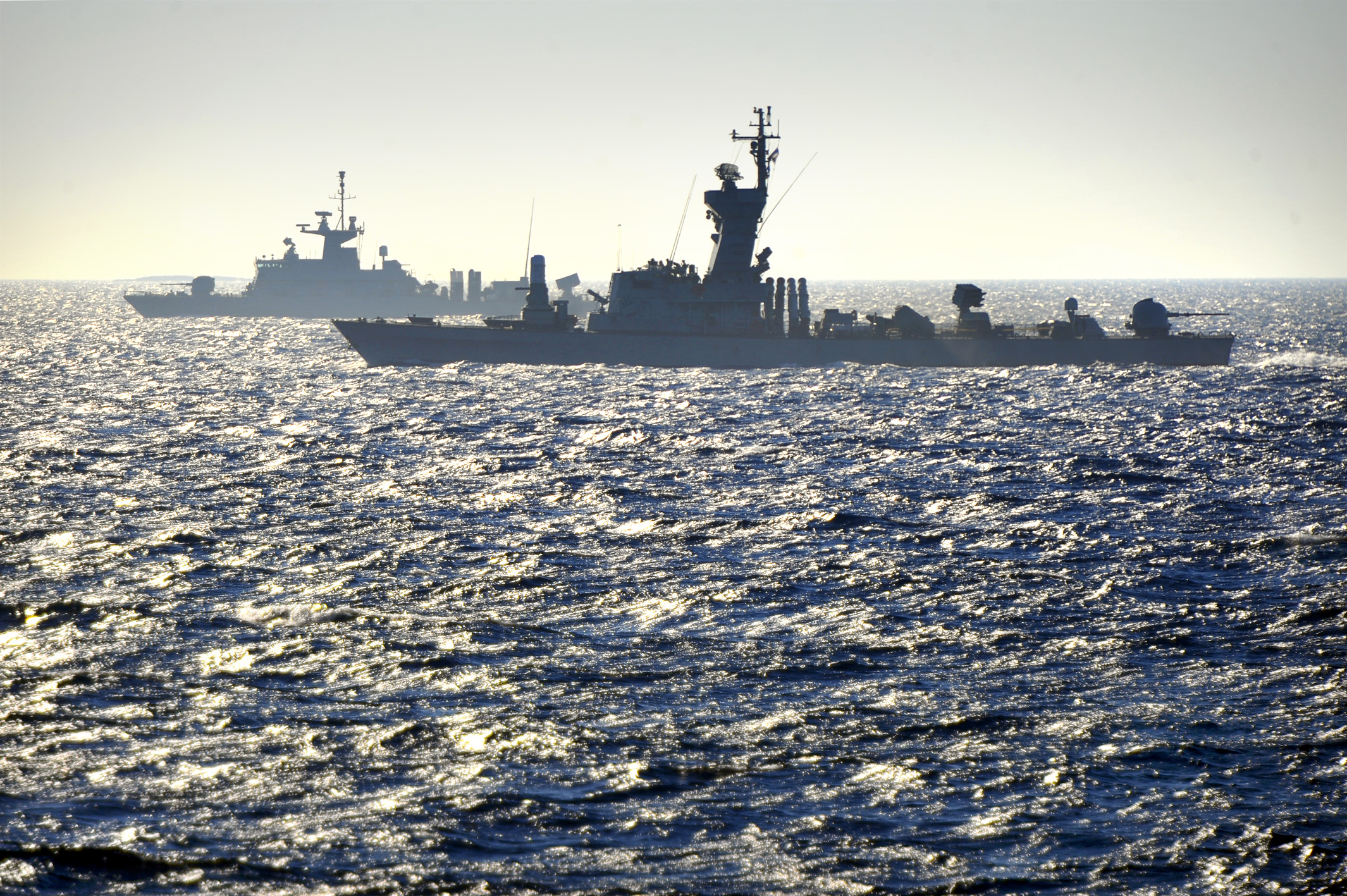
Совместные учения греческих и израильских военных кораблей в мае 2012 года

Альянс сложился в 2010—2013 годах, после открытия газовых месторождений «Афродита» «Левиафан» и «Тамар».
2 января 2020 года Греция Кипр и Израиль подписали соглашение о строительстве газопровода EastMed для поставки газа из израильского месторождения «Левиафан» и кипрского месторождения «Афродита» в континентальную Европу. 
Однако в настоящее время Кипр и Израиль не смогли договориться по разделу газового месторождения «Афродита», что может привести к международному арбитражу. В связи с этим начало работ по освоению месторождения «Афродита» откладывается уже не первый год.
Кипр, Греция и Израиль также сотрудничают в военной сфере. 
Газопровод EastMed будет конкурентом российско-турецкому газопроводу «Турецкий поток». США поддерживают строительство газопровода EastMed, так как это уменьшает зависимость европейских стран от российского газа, а также является инструментом давления на Турцию.